# Ochotona muliensis
Ochotona muliensis — вид зайцеподібних гризунів родини Пискухові (Ochotonidae). Вид є ендеміком Китаю. Вид описаний по кількох екземплярах знайдених у 60-х роках на заході провінції Сичуань на гірському плато на висоті 3600 м над рівнем моря. Більше знахідок не відомо, тому важко визначити сучасний стан популяції. Цей вид полюбляє гірський степ, де живе серед заростей чагарників. Тіло завдовжки до 22,2 см.